# 5151 Weerstra
5151 Weerstra eller 2160 T-2 är en asteroid i huvudbältet som upptäcktes den 29 september 1973 av den nederländsk-amerikanske astronomen Tom Gehrels och det nederländska astronomparet Ingrid van Houten-Groeneveld och Cornelis Johannes van Houten vid Palomarobservatoriet. Den är uppkallad efter den belgiske astronomen Claas Weerstra.
Asteroiden har en diameter på ungefär 10 kilometer och den tillhör asteroidgruppen Themis.